# Tossal Gros (Arbeca)
El Tossal Gros és una muntanya de 344 metres que es troba al municipi d'Arbeca, a la comarca catalana de les Garrigues.
Al cim s'hi pot trobar un vèrtex geodèsic (referència 259118001).